# Боровик, Василий Николаевич
Васи́лий Никола́евич Борови́к (1894, Нижний Новгород — 1981, Москва) — русский советский писатель.

## Биография
Учился в школе Императорского Общества поощрения художеств.
Участник Первой мировой войны на Западном и Кавказском фронтах и Гражданской войны. В 1917 был одним из организаторов отряда Красной гвардии в Нижнем Новгороде, с 1918 командир отдельной роты особого назначения, помощник военного коменданта города. Демобилизован в 1922.
1925 год — первые публикации в нижегородских газетах.
1927 год — один из организаторов «Нижегородской ассоциации пролетарских писателей». По воспоминаниям Леонида Кудреватых, "весело, залихватски, хорошо поставленным актерским голосом читал рассказы и очерки Василий Боровик" 
1928 год — член ЦК профсоюза металлистов.
1930 год — один из руководителей Нижегородского литературного объединения Красной Армии и Флота.
1930—1934 гг. — работник завода «Серп и молот»; 1930—1950 гг. — внештатный сотрудник газеты «Мартеновка», журналов «Наши достижения» и «Колхозник» (1935—1938). В 1930-е годы совместно с фольклористом Семёном Мирером опубликовал несколько книг обработанных устных рассказов москвичей.
C 1940 года член СП СССР.
В период Великой Отечественной войны жил и работал в г. Горьком, сотрудничал в газете «Горьковская коммуна».
После войны профессиональный лектор и литератор в Москве, автор киносценариев.